# Francesco Di Rosa
Francesco Di Rosa (Montegranaro, 19 aprile 1967) è un oboista italiano.

## Biografia
Primo Oboe Solista del Teatro alla Scala (1995-2008) sotto la direzione di Riccardo Muti e Daniel Barenboim, ricopre attualmente lo stesso ruolo nell'orchestra della Accademia nazionale di Santa Cecilia.
Considerato dalla critica come uno dei migliori oboisti della sua generazione, ha studiato con Luciano Franca e Maurice Bourgue e ha vinto il secondo premio allo “Jugendmusik Wettbewerb 1988" di Zurigo, oltre che in altri sei concorsi nazionali. Ha suonato nelle sale da concerto più prestigiose ed è stato diretto, anche in veste di solista, da molti dei più grandi direttori d'orchestra: Claudio Abbado, Carlo Maria Giulini, Riccardo Muti, Riccardo Chailly, Daniele Gatti, Pierre Boulez, Daniel Barenboim, Wolfgang Sawallisch, George Prêtre, Antonio Pappano, Lorin Maazel, Zubin Metha, Valerij Gergiev, Myung-Whun Chung, Ton Koopman.
Ha suonato poi con prestigiosi ensemble cameristici, come il Quintetto di Fiati Italiano e i Cameristi di Santa Cecilia, e in duo con il pianista Nazzareno Carusi, con il quale ha registrato dal vivo al Teatro alla Scala le Romanze op. 94 di Robert Schumann (EMI).
Come primo oboe è stato invitato di Berliner Philharmoniker, la Bayerischer Rundfunk, la Mahler Chamber Orchestra, la Camerata Salzburg, la Orchestra Mozart e la Orchestre National de France. Ha inciso gran parte del repertorio oboistico per EMI, Thymallus, Bongiovanni, Preiser Records, Musicom, Real Sound, Tactus, Dad Records, Aulia, Brilliant e la rivista Amadeus.
È stato vice presidente della Filarmonica della Scala. È direttore artistico della Orchestra Filarmonica Marchigiana e degli “Amici della Musica di Montegranaro", socio fondatore del movimento "Musicians for Human Rights" e della "Human Rights Orchestra". Insegna nei corsi di perfezionamento della Accademia Nazionale di Santa Cecilia.
Suona un oboe Buffet “Légende Hybrid”. 
È sposato con Barbara Ermini e la coppia ha due figli, Riccardo e Chiara.